# Pískovna

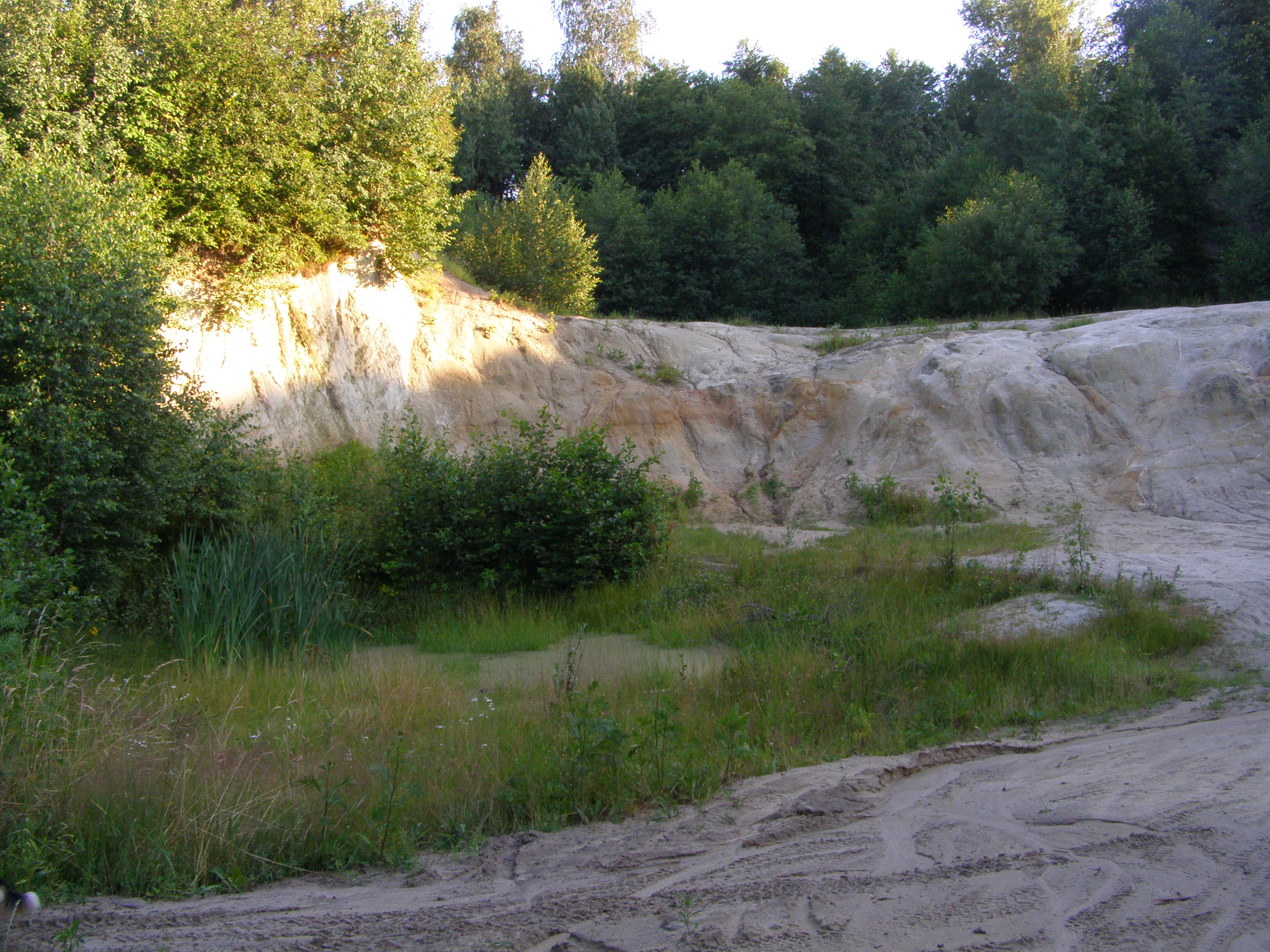
Opuštěná pískovna v Hodoňovicích

Pískovna je povrchový lom určený pro těžbu přírodního písku. Těžba čistého písku je velmi okrajová záležitost. V naprosté většině se jedná o těžbu štěrkopísku. Obvykle se jedná o větší, relativně mělkou povrchovou jámu, jež vznikne postupným odstraněním povrchové půdní vrstvy a odtěžením případných nadložních hornin. Pískovny bývají otevírány velmi často v údolních nivách v okolí velkých řek, tedy v místech s velkým výskytem říčního štěrkopísku. Vzhledem k hydropropustnosti písku bývají pískovny v nížinách trvale zatopeny spodní vodou a těžba po celou dobu probíhá zpod vodní hladiny.
Moderní pískovny bývají v současnosti spojeny s další stavební výrobou, např. výrobou suchých maltových směsí, s výrobou betonu či stavebních prefabrikátů apod.
Vytěžené pískovny, pokud nejsou zpětně rekultivovány do původního přírodního stavu, mohou být později zatopeny vodou, čímž vznikají rekultivační jezera, tzv. písníky, a mohou sloužit zejména pro sport, rekreaci, popřípadě i pro rybolov. Některé bývalé pískovny pak také mohou posloužit i jako hnízdiště vzácných druhů ptáků (např. břehule říční).
Kromě výše popsaných způsobů využití existují i další nepříliš vhodné druhy využití. Nezatopené plochy po těžbě jsou často používány jako skládky odpadu. Ve většině případů se jedná o černé skládky. Jen málo pískoven slouží jako legální skládka. Dalším zcela nevhodným i nelegálním využitím některých pískoven je motokros. V některých případech jsou pískovny využity jako střelnice. Kromě klasických střelnic je v některých pískovnách vybudována i střelnice paintballová. Podle současných poznatků je nevhodné provádět rekultivaci na původní biotop před započetím těžby. Raná stádia sukcese po těžbě pískoven, tzv. nová divočina, v naprosté většině případů představují daleko cennější biotop než původní biotop.

## Historie
Malé plochy pískoven, tzv. písníky, vznikaly již za raného středověku při ruční těžbě písku. Tento nově vzniklý biotop umožnil např. rozšíření břehulí říčních. Velká písková jezera začala vznikat až v období socialismu. V roce 1962 bylo objeveno nejmocnější ložisko živcových štěrkopísků v našem státě u Halámek. Těžba štěrkopísku dosahovalo vrcholu v osmdesátých letech dvacátého století v souvislosti s výstavbou velkých sídlišť, jaderné elektrárny Temelín apod. Těžba štěrkopísku v této době znamenala zánik velmi cenných biotopů, některých druhů rostlin, polí a luk obhospodařovaných po celá desetiletí. Útlum těžby a větší ohledy k přírodě přinesl rok 1989. Kromě přísnější legislativy měla na útlum těžby vliv stagnace velkého stavebnictví a částečné narovnání cen surovin a pohonných hmot.

## Biotopy
Hlubší části vodních nádrží osidluje vodní vegetace. Blíže ke břehu se nachází litorální zóna. Ta může být tvořena rákosím, vysokými ostřicemi nebo jednoletou vegetací vodních vlhkých písků. Někdy se v opouštěných vlhkých těžebnách vytvoří malé rašeliniště. V raných sukcesních stádiích suchých pískoven jsou často přítomny trávníky. Těsně po skončení těžby se objevují písčiny s velmi řídkou vegetací. Pokud jsou v okolí přítomny ruderální druhy nebo zdroje jejich semen, hrozí přeměna pískovny na ruderál. Konečným sukcesním stádiem suchých pískoven jsou lesy s převahou borovice lesní. Přítomny bývají i listnáče. Na vlhkých stanovištích se vytvoří vrbiny nebo olšiny. Pokud se v okolí suchých pískoven vyskytuje trnovník akát, hrozí vytvoření souvislejšího porostu tohoto druhu. To je nežádoucí jev, dochází k ochuzení biodiverzity.

## Rostliny
Ve vodě se můžeme setkat např. s lakušníkem okrouhlým, lakušníkem vodním, stolístkem klasnatým, rdestem vzplývavým a dalšími. Litorál může být tvořen rákosem obecným, orobincem širolistým či úzkolistým. Někdy je litorál tvořen vysokými ostřicemi. V litorálu se může v menší míře vyskytovat např. vrbina kytkokvětá. Nejcennější jsou rostliny vyskytující se na obnažených píscích, jako např. plavuňka zaplavovaná. Pokud se v pískovně vytvoří menší plochy rašelinišť, jsou pro tyto stanoviště typické různé druhy rašeliníků. V porostech rašeliníků se může vyskytovat rosnatka okrouhlolistá. Vzácně se na tomto biotopu i v pískovnách může objevit vachta trojlistá. Z drobných dřevin se na těchto stanovištích vyskytuje brusnice borůvka i brusinka. I v tomto biotopu se můžeme setkat s borovicí lesní. Borovice lesní je typickou dřevinou pískoven. Její semenáčky se objevují již v iniciálních stádiích sukcese pískoven. Je to také nejčastější dřevina používaná k lesnickým rekultivacím. Ve vlhčích pískovnách se vyskytuje olše lepkavá a některé druhy vrb. K dřevinám suchých pískoven náleží např. růže šípková, svída krvavá, hloh. Písčiny osidluje např. paličkovec šedavý, bělolist nejmenší, nahoprutka písečná, kolenec Morisonův, kolenec rolní, chmerek vytrvalý, šater zední, nahoprutka písečná. Invazní druhy rostlin nepředstavují pro pískovny závažnější problém, protože většinou jsou vytlačeny v následujících fázích sukcese dřevinami. Z invazních druhů rostlin se v pískovnách mohou objevit druhy křídlatek. Pokud je v pískovně již vytvořen les, tak v jeho podrostu roste např. na vlhkých stanovištích žebratka bahenní, mochna bahenní, na sušších plavuň vidlačka nebo hruštička menší, smil písečný. Pokud pískovna zaroste trnovníkem akátem, pak se v jeho podrostu vyskytují pouze rostliny, které potřebují vyšší obsah dusíku, např. vlaštovičník větší, měrnice černá a jiné. Typickými rostlinami trávníků v pískovnách jsou např. trávnička obecná, divizna brunátná.